# Ghostbusters: Frozen Empire
Ghostbusters 5: Frozen Empire és una pel·lícula de comèdia sobrenatural estatunidenca dirigida per Gil Kenan a partir d'un guió coescrit per Jason Reitman i Kenan. Serveix com la seqüela de Ghostbusters: Afterlife (2021) i la cinquena pel·lícula de la franquícia Els caçafantasmes. La pel·lícula és protagonitzada per Finn Wolfhard, Mckenna Grace, Miko Hughes, Logan Kim, Celeste O'Connor, Carrie Coon, Paul Rudd, Ernie Hudson i William Atherton reprenent els seus papers, amb noves incorporacions a l'elenc que inclouen a Kumail Nanjiani, Patton Oswalt, James Acaster i Emily Alyn Lind. S'ha subtitulat al català.
Després de l'èxit de Afterlife, Sony va anunciar la seqüela l'abril de 2022, amb Reitman tornant com a director. Kenan assumiria el càrrec de director de Reitman el desembre de 2022, mentre que la resta de l'elenc va repetir els seus papers. Els nous membres del repartiment, inclosos Nanjiani, Oswalt, Acaster i Lind, es van anunciar el març de 2023 i la filmació va començar aquest mes. És la primera pel·lícula de la franquícia Caçafantasmes que no és produïda per Ivan Reitman, qui va dirigir les dues primeres pel·lícules i va morir el febrer de 2022.
La pel·lícula va ser estrenada per Sony Pictures Releasing el 22 de març de 2024.

## Premissa
La família Spengler decideix deixar Summerville, Oklahoma i tornar al lloc on va començar tot, l'emblemàtica estació de bombers de la ciutat de Nova York, i ajudar als Caçafantasmes originals, que han desenvolupat un laboratori de recerca ultrasecret per a portar la caça de fantasmes al següent nivell. Però quan el descobriment d'un antic artefacte deslliga una força maligna, els Caçafantasmes nous i antics han d'unir forces per a protegir la seva llar i salvar al món d'una segona Edat de Gel.

## Argument
El juliol de 1904, els bombers del Departament de Bombers de la Ciutat de Nova York (FDNY) troben a més de trenta persones mortes congelades dins d'un club de cavallers, mentre un estrany càntic en idiomes extints sona en un fonògraf. L'únic supervivent és una dona amb una armadura que sosté un orbe misteriós.
En l'actualitat, Callie Spengler, el seu nuvi Gary Grooberson i els seus fills Trevor i Phoebe s'han instal·lat en l'estació de bombers de Nova York, mentre que els vells amics de Trevor i Phoebe, Lucky Domingo i Podcast, treballen amb Winston Zeddemore i Ray Stantz. Després d'atrapar al Drac de Clavegueram de Hell's Kitchen, l'equip enfronta reaccions públiques i amenaces de l'alcalde Walter Peck, un vell oponent dels Caçafantasmes. Per a apaivagar a Peck, Callie suspèn a l'adolescent rebel Phoebe del camp fins que sigui adulta legal. Phoebe coneix i es fa amiga d'una fantasma anomenada Melody, que va morir en un incendi amb la seva pròpia família quan ella tenia 16 anys.
Ray i Podcast han estat recol·lectant objectes maleïts en Ray's Occult Books. Un mecenes, Nadeem Razmaadi, li embeni a Ray l'orbe, que va pertànyer a la seva difunta àvia; quan Ray prova els seus nivells de PKE, l'orbe deslliga una càrrega psíquica que danya la paret al voltant de la unitat de ectocontenció de l'estació de bombers, que està perillosament prop de la seva capacitat. Winston i Lucky presenten als Spengler el Centre de Recerca Paranormal de propietat privada de Winston, on malgrat haver aplicat enginyeria inversa a la tecnologia de ectocontenció de Egon Spengler per a convertir-la en una màquina que pot extreure energia espiritual, el Dr. Lars Pinfield no pot extreure res de l'orbe.
Trevor, Pinfield i Lucky visiten a Nadeem i descobreixen la cambra oculta revestida de llautó on l'àvia de Nadeem guardava l'orbe. Una avaluació parapsicològica realitzada per Peter Venkman revela que Nadeem té poders pirocinètics latents. Melody visita a Phoebe en l'estació de bombers, on s'interessa especialment per la unitat de contenció. En secret, Melody treballa per a la identitat atrapada dins de l'orbe, qui li ha encarregat estar prop de Phoebe.
Ray, Phoebe i Podcast visiten al Dr. Hubert Wartzki a la Biblioteca Pública de Nova York, on els explica el propòsit de l'orbe. Fa milers d'anys, un rei va demanar ajuda a un déu per a ajudar-lo a conquistar Àsia. Aquest va accedir i el monarca va obtenir el seu imperi. Però, en aquest moment, el rei es va adonar de les ànsies expansionistes del déu, per la qual cosa es va girar contra ell. El déu, en resposta, va descobrir que podia controlar a altres fantasmes i matar provocant por en les seves víctimes, congelant-les per sota del zero absolut, quan s'alimentava de les seves emocions negatives. No obstant això, una ordre composta per quatre embruixadors, els Mestres del Foc, li van fer front. El déu, el nom del qual era Garraka, va ser derrotat, despullat de les seves banyes (la seva principal font de poder) i tancat dins de l'orbe, fet de llautó. Ell va ser alliberat breument més tard per la Societat d'Aventurers de Manhattan en 1904, matant-los abans de ser recapturat per un dels descendents dels Mestres del Foc (l'àvia de Nadeem), i la biblioteca havia arxivat l'enregistrament del cilindre del fonògraf del ritual del club. Un poltergeist, Possessor, intenta robar el cilindre, però Podcast, Phoebe i Ray el persegueixen. Possessor es fica en una de les estàtues dels lleons de la Biblioteca pública de Nova York, fent que aquesta cobri vida i intenti atacar a Ray. Per sort, després de seguir les seves instruccions, Podcast aconsegueix treure del vehicle en el qual viatgen, una pistola de protons, que Phoebe usa per a destruir a l'estàtua. No obstant això, els trossos d'aquesta destrueixen diversos cotxes, per la qual cosa tots són arrestats per danys contra la propietat pública. En la comissària, Phobe confronta a l'alcalde i li exigeix que li retornin el seu equip. En resposta a la desobediència una vegada més dels Caçafantasmes, Peck s'apodera de l'estació de bombers i confisca el seu equip original.
Phoebe fuig de la seva família per a veure a Melody i deliberadament es converteix en un fantasma durant dos minuts amb la màquina d'extracció del laboratori perquè ella i Melody puguin interactuar físicament. Al principi, Phoebe es disposava a conversar amb la seva nova amiga, però en aquest moment, Melody li revela que va fer un tracte per a alliberar a Garraka de la captivitat a canvi de pas al més enllà. La identitat hipnotitza a Phoebe i l'obliga a recitar el cant del ritual. Quan Phoebe acaba de recitar-ho, l'orbe s'obre i Garraka escapa i congela la ciutat. Com ja no li és útil, Garraka no compleix el seu tracte amb Melody i l'expulsa del lloc. En adonar-se que Garraka té la intenció d'alliberar als fantasmes de la unitat de contenció per a reconstruir el seu exèrcit, els Caçafantasmes es reuneixen per a defensar la seva caserna general amb equip nou, mentre Nadeem es posa l'armadura de bronze de la seva àvia i domina la seva piroquinesis per a ajudar-los.
Quan arriba Garraka, fàcilment derrota als Caçafantasmes antics i nous, congelant-los. En el soterrani, Phoebe parla amb Melody per a convèncer-la de fer les coses bé, però ella es nega. Al seu torn, a dalt, el déu demoníac comença a recitar un cant, fent que la unitat de contenció es trenqui, expulsi un llamp de color vermell al cel i alliberant als fantasmes capturats. Melody s'uneix als altres fantasmes i per l'ona sísmica, Phoebe queda inconscient. Phoebe es desperta, puja a la planta principal i amb el seu paquet de protons millorat amb llautó, ataca a Garraka, per a sorpresa d'aquest, ferint-li. Però Garraka és més fort i amb una mica d'insistència, també congela a Phoebe. No obstant això, Melody recapacita i encén el seu últim fòsfor. Nadeem aprofita això, canalitza el foc i ataca a Garraka. L'entitat s'afebleix, descongelant a tots els Caçafantasmes. Phoebe torna a usar el seu raig millorat i amb l'ajuda de la seva família, el manté ferma, atacant a Garraka per dos fronts. Al mateix temps, Ray i els antics Caçafantasmes reconfigura la unitat per a atrapar al déu. Després d'empresonar-ho, Phoebe torna a veure a Melody i es reconcilien. El fet d'ajudar als Caçafantasmes a fer les coses bé permet que Melody trobi la pau i s'esvaeixi, ascendint al més enllà per a reunir-se amb la seva família. La ciutat es fon i els ciutadans saluden als Caçafantasmes com a herois. A pesar que Peck amenaça amb acabar amb els Caçafantasmes, Winston utilitza l'oratòria i el fet que li estan gravant en directe perquè l'alcalde faci costat a l'equip i reinstal·li a Phoebe. Callie deixa que Trevor condueixi el Ecto-1 i els nous Caçafantasmes comencen a perseguir als fantasmes fugitius, inclosos el Sewer Dragon, Slimer i Mini-Pufts.
En una escena post-crèdits, un camioner baixa a una gasolinera per a fer una trucada. Del no-res, el seu camió de la marca de malvaviscos Stay-Puft s'encén i comença a moure's. Dins, estan els Mini-Pufts.

## Repartiment
- Mckenna Grace com Phoebe Spengler
- Finn Wolfhard com Trevor Spengler
- Logan Kim com Podcast[3]
- Celeste O'Connor com Lucky Domingo
- Carrie Coon com Callie Spengler
- Paul Rudd com Gary Grooberson
- Bill Murray com el Dr. Peter Venkman
- Dan Aykroyd com el Dr. Ray Stantz
- Ernie Hudson com el Dr. Winston Zeddemore[4]
- William Atherton com Walter Peck[5]
- Kumail Nanjiani com Nadeem Razmaadi
- Patton Oswalt com a Dr. Hubert Wartzki
- James Acaster com a Dr. Lars Pinfield
- Emily Alyn Lind com Melody

## Producció
Després del llançament de Ghostbusters: Afterlife el desembre de 2021, Dan Aykroyd ha expressat interès en què l'elenc supervivent de l'equip original de Ghostbusters reprengui els seus papers en fins a tres seqüeles.
L'abril de 2022, es va anunciar que una seqüela de Ghostbusters: Afterlife (2021) estava en desenvolupament primerenc en Sony Pictures.
El juny de 2022, la pel·lícula va ser confirmada pel director Jason Reitman sota el títol provisional Firehouse. Aquest mateix mes es va anunciar que la seqüela es duria a terme a la ciutat de Nova York. El 28 de juny de 2022, The Hollywood Reporter va anunciar que la pel·lícula s'estrenarà el 20 de desembre de 2023. El 5 d'octubre de 2022, Mckenna Grace va anunciar que tornaria a interpretar el seu paper. Al mes següent, Ernie Hudson va revelar que va llegir un guió de la pel·lícula.
El desembre de 2022, es va anunciar que Gil Kenan reemplaçaria com a director a Reitman, qui encara roman com a escriptor i productor. També es va anunciar que tornarien Paul Rudd, Finn Wolfhard i Carrie Coon. Al març de 2023, es va anunciar que Kumail Nanjiani, Patton Oswalt, James Acaster i Emily Alyn Lind havien estat triats per a la pel·lícula.
Si bé no s'ha realitzat una confirmació oficial sobre altres membres de l'elenc que tornen de les pel·lícules originals, en una entrevista del 25 d'abril de 2023 amb The Film Collective, Ernie Hudson aparentment va confirmar que Dan Aykroyd, Bill Murray i Annie Potts apareixerien en la pel·lícula dient “És genial estar de tornada amb Danny, Bill, Annie Potts i el nou elenc. Han passat quaranta anys, se sent com en família”.

### Rodatge
La fotografia principal va començar el 20 de març de 2023, sota el títol provisional Firehouse, amb Eric Steelberg com a director de fotografia.

## Estrena
Va ser estrenada per Sony Pictures Releasing el 22 de març de 2024. Anteriorment estava programada per a ser estrenada el 20 de desembre de 2023, però es va retardar fins al 29 de març de 2024, (prenent la data de llançament original de Spider-Man: Beyond the Spider-Verse) a causa de la vaga SAG-AFTRA de 2023. Finalment, el gener de 2024, la data va ser avançada una setmana.